# Clovis Hugues
Clovis Hugues (Ménerbes, Valclusa, 3 de novembre de 1851 - París, 12 de juny de 1907) fou un poeta i polític francès. La seva muller Jeanne es dedicà amb força èxit a l'escultura, i se li deu un bust del seu marit i una estàtua titulada L'abandó (1888). El 1884, aquesta va matar a trets en els passadissos del Palau de Justícia el director d'una agència d'informació que la perseguia amb les seves difamacions. L'any següent fou absolta.
Feu els seus primers estudis al seminari de Sainte-Garde, però no sentint-se amb vocació per la carrera eclesiàstica, des dels divuit anys es dedicà al periodisme actiu a Marsella, i fou redactor del diari radical Le Peuple. El 1871 fou condemnat a tres anys de presó i a 6.000 francs de costes per un article publicat a La Fraternité. Complida la seva condemna, el 1875 entrà en la redacció de La Jeune République però el 1877 hagué de fugir a Nàpols per haver mort en un duel un redactor del diari bonapartista L'Aigle. L'any següent retornà a França i fou absolt pels tribunals.
El 1881 fou elegit diputat pel departament de les Boques del Roine i figurà en l'extrema esquerra, distingint-se per la violència de les seves intervencions, fins al punt d'esser exclòs temporalment de la Cambra de Representants. Reelegit el 1885, fou un dels més entusiastes partidaris del general Georges Boulanger. El 1893 fou reelegit, aquest cop pel departament del Sena, com a diputat socialista.
Polític fogós i apassionat, aconseguí gran popularitat, però escassa influència. El 1906 es retirà a la vida privada. Poeta i novel·lista de talent, les seves obres ofereixen les mateixes qualitats i defectes que la seva oratòria. Les més conegudes són:
- La femme dans son état plus interessant: (Marsella, 1870)
- Les intransigeants: (1875)
- La petite Muse: (Marsella, 1877)
- Poèmes de Prison,
- Les soirs de bataille: (París, 1882)
- Les jours de combat: (París, 1883)
- Les evocations: (París, 1886)
- L'araiguée des jardins: musicada pel compositor Gabriel Parés
- Poésies choisies: (París, 1886)
- Madame Phaeton: novel·la (París, 1888)
- Le sommeil de Danton:, drama que només assoli una sola representació (París, 1889)
- París vivant,
- Le journal: (París, 1890)
- Le grève des mineurs: (París, 1891)
- Les Marionettes: (París, 1891)
- Monsieur le gendarme: novel·la (París, 1891)
- La chanson de Jeanne d'Arc: (París, 1897)
- Les classiques primaires: (París, 1900)
- Les roses du laurier: (París, 1904)
- Poésies socialistes: (París, 1916).

El 1889 l'Acadèmia Francesa premià una col·lecció de les seves peces amb 2.000 francs.